# إليزابيث ييتس
إليزابيث ييتس (بالإنجليزية: Elizabeth Yates)‏ (6 ديسمبر 1905، بوفالو في الولايات المتحدة - 29 يوليو 2001، كونكورد في الولايات المتحدة)؛ كاتبة للأطفال، كاتِبة وروائية أمريكية.

## روابط خارجية
- إليزابيث ييتس على موقع ميوزك برينز (الإنجليزية)